# دیترویت: بیکام هیومن
دیترویت: بیکام هیومن (به انگلیسی: Detroit: Become Human) یک بازی ویدئویی علمی-تخیلی به سبک ماجراجویی است که توسط کوآنتیک دریم توسعه یافته و به‌وسیلهٔ سونی اینتراکتیو انترتینمنت در مه ۲۰۱۸ برای کنسول پلی‌استیشن ۴ و در دسامبر ۲۰۱۹ برای مایکروسافت ویندوز منتشر شد.
داستان بازی در آینده و دربارهٔ سه ربات اندروید است: کارا (والری کری) یک اندروید خدمتکار است که برای محافظت از یک دختر بچه از خانه صاحبش فرار کرده و به دنبال کشف ادراک و هشیاری مصنوعی خود میرود؛ کانر (برایان دکارت) یک پلیس پیشرفته اندروید است که وظیفه او شکار اندرویدهای منحرف شده‌است؛ و مارکوس (جسی ویلیامز) که خود را تنها به آزادی اندرویدها از بردگی اختصاص داده‌است. آن‌ها بسته به انتخاب‌های دیالوگ که داستان بازی را به صورت سفارشی به‌وسیلهٔٔ بازیکنان شکل می‌دهد ممکن است زنده بمانند یا جان خود را از دست بدهند.
دیترویت: بیکام هیومن برای اولین بار در ۲۷ اکتبر ۲۰۱۵، و در طی کنفرانس مطبوعاتی سونی در نمایشگاه بازرگانی «پاریس گیمز ویک» رونمایی شد، و در تاریخ ۲۵ مه ۲۰۱۸ در سراسر جهان عرضه شد. در طی کنفرانس توسعه‌دهندگان بازی در مارس ۲۰۱۹، کوآنتیک دریم اعلام کرد قصد انتشار دیترویت: بیکام هیومن را در کنار هوی رین و ماوراء: دو روح برای مایکروسافت ویندوز به صورت انحصاری از طریق فروشگاه اپیک گیمز دارد. در نهایت بازی در دسامبر ۲۰۱۹، برای مایکروسافت ویندوز در دسترس قرار گرفت.
بازی به‌طور کلی با واکنش‌های مثبتی از سوی منتقدان همراه بود، که صحنه، گرافیک، داستان، شخصیت‌های اصلی، صداپیشگان، تأثیر انتخاب‌ها بر روی روایت داستان، و ویژگی روندنمای آن مورد تحسین قرار گرفت، اما منتقدان نسبت به موشن کنترل، و عدم استفاده صحیح از تمثیل‌های تاریخی و مضمونی انتقاداتی داشتند. بازی تا ژانویه ۲۰۲۳ توانست ۸ میلیون نسخه در سراسر جهان به‌فروش برساند، و به پرفروش‌ترین بازی کوآنتیک دریم تبدیل شد.

## روند بازی
دیترویت: انسان شدن یک بازی ویدئویی در سبک ماجراجویی با دید سوم شخص است، که چگونگی دید در حین بازی قابل تنظیم می‌باشد. در بازی سه شخصیت قابل کنترل حضور دارند، که با مرگ هر یک از شخصیت‌ها داستان بدون آن‌ها روایت می‌شود، و در نتیجه بازی با مرگ شخصیت‌ها به پایان نمی‌رسد. آنالوگ راست در کنترلر پلی‌استیشن برای تعامل با اشیاء و مشاهدهٔ محیط اطراف استفاده می‌شود، و از آنالوگ چپ برای حرکت استفاده می‌شود؛ و از R2 برای اسکن حرکات امکان‌پذیر در محیط استفاده می‌شود؛ و کنترل حرکت و تاچ پد (حسگر لمسی روی دستهٔ پلی‌استیشن) به کار گرفته شده‌است. از طریق رویداد فوری و انتخاب‌های دیالوگ، داستان بازی بر پایه تصمیم‌گیری‌هایی که انجام می‌شود به چندین شاخه مختلف تقسیم خواهد شد. این شاخه‌ها بلافاصله پس از گذراندن مرحله پدیدار می‌شوند، و اگر بازیکن پس از گذراندن مرحله از تصمیمات خود پشیمان شده باشد قادر است در همان شاخه‌ها به رویداد تصمیم‌گیری بازگشته و همچنین تصمیم دیگری در آن موقع بگیرد که می‌تواند بر نتیجه‌گیری مؤثر باشد. برخی صحنه‌های خاص تصمیم‌گیری شمارش معکوس داشته و باید در اسرع وقت از بین چهار گزینهٔ موجود تصمیم نهایی گرفته شود.
دریافت سرنخ‌ها با آنالیز کردن و مشخص کردن آن‌ها در محیط به وسیلهٔ کانر و توانایی بازسازی صحنه‌های رویداده را دارا می‌باشد. بزرگ‌ترین شانس برای موفقیت در بازی در هنگام رویداد تصمیم‌گیری است که تصمیم آگاهانه‌ای گرفته شود، و مارکوس نیروی اعطا کردن آزادی به اندروییدها و محاسبهٔ نتایج اعمال از پیش را دارا می‌باشد.

## داستان

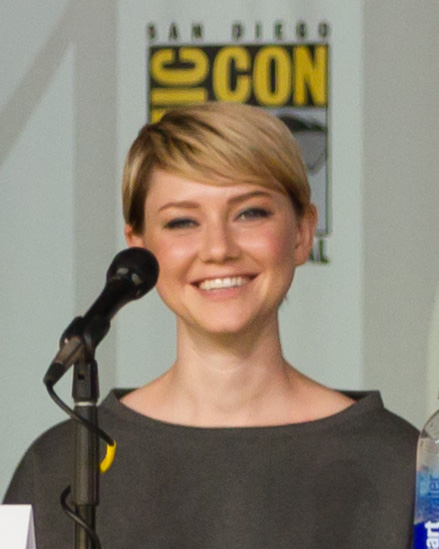
والری کری (موشن کپچر و صداپیشه شخصیت کارا)

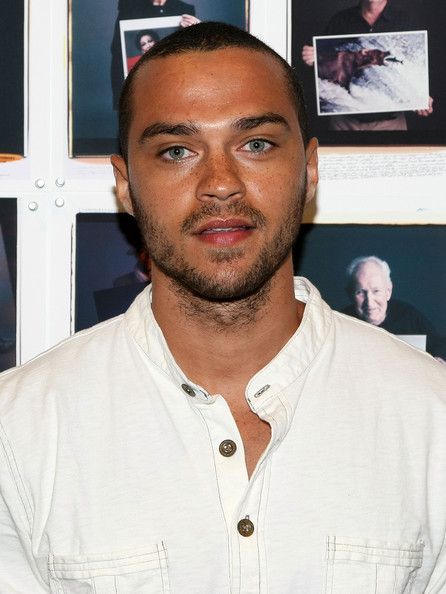
جسی ویلیامز (صداپیشه و موشن کپچر شخصیت مارکوس)

داستان بازی در آینده به وقوع می‌پیوندد زمانی که اندرویدها وارد زندگی مردم شده‌اند و در کارها آن‌ها را یاری و کمک می‌کنند و انجام کارها را برای انسان‌ها آسان‌تر از قبل می‌کنند. اما این امکاناتی که اندرویدها برای انسان‌ها آفریدند باعث نارضایتی قشری از مردم نیز شده‌است، و به همین دلیل نیز آن‌ها به تظاهرات پرداخته‌اند زیرا اندرویدها جای نیروی انسانی را گرفته و باعث بیکاری آن‌ها گشته‌اند.
داستان بازی دربارهٔ سه ربات اندروید است: کارا (والری کری) که از خانه‌ای که در آن کار می‌کرده‌است فرار کرده‌است و به همراه یک دختر بچهٔ اندروید دیگر که صاحب او برای غم از دست دادن دخترش خریده بود را نیز با خود برد و هردو نسبت به هم علاقه پیدا می‌کنند و سعی در آزادی و زندگی راحت‌تر برای خود دارند اما بازیکن با تصمیماتی که می‌گیرد می‌تواند امنیت آن‌ها را تضمین کند یا آن‌ها را به کام مرگ بکشد. کارا به دنبال کشف ادراک و هشیاری مصنوعی خود است.
کانر (برایان دکارت) یک پلیس پیشرفته اندروید است که وظیفه او شکار اندرویدهای منحرف شده‌است؛ او با فردی با نام هنک اندرسون دیدار کرده و مأمور به یاری او در ماموریت‌ها شده‌است و باید مراحلی که در پیش دارند و همچنین بازسازی صحنه‌های جرم را با هم طی کنند، در حالی که هندرسون یک فرد الکلی است که به علت از دست دادن فرزندش که فکر می‌کند یک اندروید فرزندش را از بین برده‌است از اندرویدها متنفر است، بازیکن با تصمیماتی که می‌گیرد می‌تواند هر دو را به سلامت به هدفشان برساند یا هر دو را به کام مرگ بکشد. این ربات از نوع RK800 می‌باشد و سعی در سرکوب انقلاب اندرویدها دارد که با تصمیم بازیکن می‌تواند بر ضد آن‌ها یا با آن‌ها کار کند، و او همواره معتقد است که اندرویدها زنده نیستند. او می‌تواند با هنک اندرسون مخالفت کند و کارهایی را انجام دهد که برخلاف احساسات هنک باشد یا می‌تواند کارهایی را بر اساس احساس خود انجام دهد که این کارها رضایت هنک را نیز برمی‌انگیزد مانند (رحم به اندرویدهای سرکش و…) هنک مدت‌ها بعد معتقد می‌شود که اندرویدها نیز زنده‌اند و احساس دارند.
و مارکوس (جسی ویلیامز) که خود را تنها به آزادی اندرویدها از بردگی اختصاص داده‌است. مارکوس قبلاً برای یک موسیقی دان کار می‌کرده‌است که هردو با هم رابطهٔ نزدیکی داشتند، و آن پیرمرد موسیقی دان به او نقاشی و ادبیات و… یاد می‌داد و او را همواره دوست داشت، اما فرزند او از اندرویدها متنفر بود و دوست نداشت مارکوس در آن خانه باشد تا جایی که مارکوس از آن خانه خارج شد و خواستار آزادی و حق امتیاز اندرویدها از انسان‌ها به ویژه رئیس‌جمهور ایالات متحدهٔ آمریکا شد و این با پیروزی اندرویدها به رهبری مارکوس یا با کمک کانر امکان‌پذیر خواهد بود، که از یار مهم و رهبر دیگر اندرویدها نورث است که به گونه‌ای معشوقهٔ مارکوس است؛ و هر دوی این افراد می‌توانند مورد هدف کانر قرار گرفته و کشته شوند ولی می‌توانند کانر را از سر راه برداشته و شورش را به موفقیت برسانند. دو شخصیت مارکوس و کارا به هم ارتباط بیشتری دارند زیرا با موفقیت مارکوس کارا شانس بیشتری برای زنده ماندن خواهد داشت ولی با کست او باید از دست مأموران پلیس فرار کند و بتواند خود و کودک اندروید همراهش را را به مکانی امن در کانادا برساند یا ممکن است توسط مأموران پلیس اسیر شده و آن‌ها از بین بروند.
بازیکن قادر است از بین این سه شخصیت، کانر را مهم‌ترین و تأثیرگذارترین شخصیت انتخاب کند؛ زیرا با تصمیم‌گیری می‌توان وی را به قاتلی بی‌رحم یا به فردی با احساس تبدیل نمود که این رفتار کانر می‌تواند تأثیر زیادی بر افراد دیگر از جمله خود مارکوس داشته باشد. رابطهٔ چندان مستقیمی بین کانر و کارا وجود ندارد اما کارهای کانر چندان بر کارا بی‌تأثیر نیست، و با سرکوب شورش اندرویدها به گونه‌ای جان کارا را نیز در خطر می‌اندازد، اما در بیشتر مواقع کارا می‌تواند با تصمیمات خود بتواند از دیترویت و آمریکا فرار کرده و به کانادا پناه بیاورد.
آن‌ها بسته به انتخاب‌های دیالوگ که داستان بازی را به صورت سفارشی به‌وسیلهٔٔ بازیکنان شکل می‌دهد ممکن است زنده بمانند یا جان خود را از دست بدهند.

## بازتاب‌ها
| گردآورنده  | امتیاز |
| ---------- | ------ |
| گیم‌رنکینگز | ۷۷٫۴۵٪ |
| متاکریتیک  | ۷۸/۱۰۰ |

| ناشر                    | امتیاز      |
| ----------------------- | ----------- |
| الکترونیک گیمینگ مانثلی | ۸٫۵/۱۰      |
| گیم اینفورمر            | ۸/۱۰        |
| گیم رولیشن              | 4/5 ستاره   |
| گیم‌اسپات                | ۷/۱۰        |
| گیمز ریدار+             | 4.5/5 ستاره |
| آی‌جی‌ان                  | ۸/۱۰        |

این بازی نقدهای بسیار مطلوبی از سوی اکثر وبگاه دریافت کرد. در بیشتر نقدها نقش تأثیرگذار کانر تحسین شده‌است و اکثراً به علت گرافیک، صداپیشگی و داستان زیبای این بازی مورد تحسین واقع شده‌است.

### توسعه
دیترویت: بیکام هیومن برای اولین بار در ۲۷ اکتبر ۲۰۱۵، و در طی کنفرانس مطبوعاتی سونی در نمایشگاه بازرگانی «پاریس گیمز ویک» رونمایی شد، و در تاریخ ۲۵ مه ۲۰۱۸ در سراسر جهان عرضه شد. کار اتمام فیلم‌نامه توسط کارگردان بازی دیوید کیج و نویسنده آدام ویلیامز بیش از دو سال به طول انجامید.

### جوایز
| سال  | جایزه                                   | دسته‌بندی                           | گیرنده                    | نتیجه    |
| ---- | --------------------------------------- | ---------------------------------- | ------------------------- | -------- |
| ۲۰۱۶ | جایزه E3                                | بهترین بازی                        | دیترویت: بیکام هیومن      | نامزدشده |
| ۲۰۱۷ | جایزه E3                                | بهترین بازی                        | دیترویت: بیکام هیومن      | نامزدشده |
| ۲۰۱۷ | جایزه E3                                | بهترین بازی ماجراجویی/اکشن         | دیترویت: بیکام هیومن      | نامزدشده |
| ۲۰۱۷ | گیمزکام                                 | بهترین بازی نقش آفرینی             | دیترویت: بیکام هیومن      | نامزدشده |
| ۲۰۱۸ | جوایز انجمن توسعه دهندگان بازی مستقل    | بهترین بازی ماجراجویی/اکشن         | دیترویت: بیکام هیومن      | نامزدشده |
| ۲۰۱۸ | جوایز انجمن توسعه دهندگان بازی مستقل    | بهترین طراحی صدا                   | دیترویت: بیکام هیومن      | نامزدشده |
| ۲۰۱۸ | جوایز انجمن توسعه دهندگان بازی مستقل    | بهترین بازی اجتماعی                | دیترویت: بیکام هیومن      | نامزدشده |
| ۲۰۱۸ | جوایز پینگ                              | بهترین بازی کنسول                  | دیترویت: بیکام هیومن      | برنده    |
| ۲۰۱۸ | جوایز پینگ                              | جایزه بزرگ                         | دیترویت: بیکام هیومن      | برنده    |
| ۲۰۱۸ | جوایز پینگ                              | بهترین گرافیک                      | دیترویت: بیکام هیومن      | برنده    |
| ۲۰۱۸ | جوایز پینگ                              | بهترین تصویربرداری                 | دیترویت: بیکام هیومن      | نامزدشده |
| ۲۰۱۸ | جوایز پینگ                              | بهترین موسیقی                      | دیترویت: بیکام هیومن      | نامزدشده |
| ۲۰۱۸ | جایزه اهرمک طلایی                       | بهترین بازی سال پلی استیشن         | دیترویت: بیکام هیومن      | نامزدشده |
| ۲۰۱۸ | جایزه اهرمک طلایی                       | بهترین عملکرد                      | برایان دکارت در نقش کانر  | برنده    |
| ۲۰۱۸ | جوایز بازی                              | بهترین کارگردانی                   | دیترویت: بیکام هیومن      | نامزدشده |
| ۲۰۱۸ | جوایز بازی                              | بهترین گویندگی                     | دیترویت: بیکام هیومن      | نامزدشده |
| ۲۰۱۸ | جوایز بازی                              | بهترین عملکرد                      | برایان دکارت در نقش کانر  | نامزدشده |
| ۲۰۱۸ | جوایز انتخاب بازیکنان بازی کامپیوتری    | بهترین بازی از نظر مخاطبان         | دیترویت: بیکام هیومن      | نامزدشده |
| ۲۰۱۸ | جوایز انتخاب بازیکنان بازی کامپیوتری    | شخصیت محبوب از نظر مخاطبان         | کانر                      | نامزدشده |
| ۲۰۱۸ | جوایز انتخاب بازیکنان بازی کامپیوتری    | بهترین صداگذاری مرد از نظر مخاطبان | برایان دکارت در نقش کانر  | نامزدشده |
| ۲۰۱۸ | جوایز انتخاب بازیکنان بازی کامپیوتری    | بهترین صداگذاری مرد از نظر مخاطبان | جسی ویلیامز در نقش مارکوس | نامزدشده |
| ۲۰۱۸ | جوایز انتخاب بازیکنان بازی کامپیوتری    | بهترین صداگذاری زن از نظر مخاطبان  | والری کری در نقش کارا     | نامزدشده |
| ۲۰۱۸ | جوایز تیتانیوم                          | بهترین گویندگی                     | دیترویت: بیکام هیومن      | نامزدشده |
| ۲۰۱۸ | جوایز تیتانیوم                          | بهترین عملکرد                      | هنک                       | نامزدشده |
| ۲۰۱۸ | پاریزین                                 | بهترین بازی سال                    | دیترویت: بیکام هیومن      | برنده    |
| ۲۰۱۸ | جوایز بازی‌های کامپیوتری استرالیا        | بهترین بازی سال                    | دیترویت: بیکام هیومن      | نامزدشده |
| ۲۰۱۸ | جوایز بازی‌های کامپیوتری استرالیا        | بهترین بازی ماجراجویی/اکشن         | دیترویت: بیکام هیومن      | نامزدشده |
| ۲۰۱۸ | جوایز بازی‌های کامپیوتری استرالیا        | بهترین بازی نقش آفرینی             | دیترویت: بیکام هیومن      | برنده    |
| ۲۰۱۹ | جوایز دستاوردهای تعاملی                 | بهترین کارگردانی                   | دیترویت: بیکام هیومن      | نامزدشده |
| ۲۰۱۹ | جوایز دستاوردهای تعاملی                 | بهترین موسیقی                      | دیترویت: بیکام هیومن      | نامزدشده |
| ۲۰۱۹ | جوایز دستاوردهای تعاملی                 | بهترین صداگذاری                    | دیترویت: بیکام هیومن      | نامزدشده |
| ۲۰۱۹ | جوایز دستاوردهای تعاملی                 | بهترین بازی ماجراجویی سال          | دیترویت: بیکام هیومن      | نامزدشده |
| ۲۰۱۹ | فرهنگستان ملی داوران تجارت بازی ویدئویی | بهترین انیمیشن                     | دیترویت: بیکام هیومن      | برنده    |
| ۲۰۱۹ | فرهنگستان ملی داوران تجارت بازی ویدئویی | بهترین کارگردانی هنری              | دیترویت: بیکام هیومن      | نامزدشده |
| ۲۰۱۹ | فرهنگستان ملی داوران تجارت بازی ویدئویی | بهترین تصویربرداری                 | دیترویت: بیکام هیومن      | نامزدشده |
| ۲۰۱۹ | فرهنگستان ملی داوران تجارت بازی ویدئویی | بهترین طراحی شخصیت                 | دیترویت: بیکام هیومن      | نامزدشده |
| ۲۰۱۹ | فرهنگستان ملی داوران تجارت بازی ویدئویی | بهترین طراحی کنترلی                | دیترویت: بیکام هیومن      | نامزدشده |
| ۲۰۱۹ | فرهنگستان ملی داوران تجارت بازی ویدئویی | بهترین طراحی گرافیکی               | دیترویت: بیکام هیومن      | نامزدشده |
| ۲۰۱۹ | فرهنگستان ملی داوران تجارت بازی ویدئویی | بهترین کارگردانی سینمایی           | دیترویت: بیکام هیومن      | نامزدشده |
| ۲۰۱۹ | فرهنگستان ملی داوران تجارت بازی ویدئویی | مهندسی                             | دیترویت: بیکام هیومن      | نامزدشده |
| ۲۰۱۹ | فرهنگستان ملی داوران تجارت بازی ویدئویی | بهترین بازی ماجراجویی              | دیترویت: بیکام هیومن      | نامزدشده |
| ۲۰۱۹ | فرهنگستان ملی داوران تجارت بازی ویدئویی | بهترین گرافیک                      | دیترویت: بیکام هیومن      | نامزدشده |
| ۲۰۱۹ | فرهنگستان ملی داوران تجارت بازی ویدئویی | بهترین نورپردازی                   | دیترویت: بیکام هیومن      | نامزدشده |
| ۲۰۱۹ | فرهنگستان ملی داوران تجارت بازی ویدئویی | بهترین بازی درام                   | دیترویت: بیکام هیومن      | برنده    |
| ۲۰۱۹ | فرهنگستان ملی داوران تجارت بازی ویدئویی | بهترین شخصیت درام                  | والری کری در نقش کارا     | نامزدشده |
| ۲۰۱۹ | فرهنگستان ملی داوران تجارت بازی ویدئویی | بهترین شخصیت مکمل درام             | کلیسی براون در نقش هنک    | نامزدشده |
| ۲۰۱۹ | فرهنگستان ملی داوران تجارت بازی ویدئویی | بهترین صداگذاری                    | دیترویت: بیکام هیومن      | نامزدشده |
| ۲۰۱۹ | فرهنگستان ملی داوران تجارت بازی ویدئویی | بهترین موسیقی                      | دیترویت: بیکام هیومن      | برنده    |
| ۲۰۱۹ | جوایز بازی اس‌اکس‌اس‌دبلیو                 | بهترین انیمیشن                     | دیترویت: بیکام هیومن      | نامزدشده |
| ۲۰۱۹ | جوایز بازی اس‌اکس‌اس‌دبلیو                 | بهترین تکنولوژی                    | دیترویت: بیکام هیومن      | نامزدشده |
| ۲۰۱۹ | جوایز بازی اس‌اکس‌اس‌دبلیو                 | بهترین صداگذاری                    | دیترویت: بیکام هیومن      | برنده    |
| ۲۰۱۹ | جوایز بازی اس‌اکس‌اس‌دبلیو                 | بهترین جلوه بصری                   | دیترویت: بیکام هیومن      | نامزدشده |
| ۲۰۱۹ | انجمن صنفی شبکه صوتی                    | بهترین موسیقی                      | "موزیک اصلی کارا"         | برنده    |
| ۲۰۱۹ | جوایز آکادمی بازی کامپیوتری بریتانیا    | عملکرد موفق هنری                   | دیترویت: بیکام هیومن      | نامزدشده |
| ۲۰۱۹ | جوایز آکادمی بازی کامپیوتری بریتانیا    | عملکرد موفق صداگذاری               | دیترویت: بیکام هیومن      | نامزدشده |
| ۲۰۱۹ | جوایز فامیتسو                           | جایزه بزرگ                         | دیترویت: بیکام هیومن      | برنده    |
| ۲۰۱۹ | جوایز فامیتسو                           | بهترین بازی                        | دیترویت: بیکام هیومن      | برنده    |
| ۲۰۱۹ | جوایز بازی‌های کامپیوتری ایتالیا         | بهترین بازی به انتخاب مردم         | دیترویت: بیکام هیومن      | نامزدشده |
| ۲۰۱۹ | جوایز بازی‌های کامپیوتری ایتالیا         | بهترین بازی به انتخاب کارشناسان    | دیترویت: بیکام هیومن      | نامزدشده |
| ۲۰۱۹ | جوایز بازی‌های کامپیوتری ایتالیا         | بهترین طراحی بازی                  | دیترویت: بیکام هیومن      | نامزدشده |
| ۲۰۱۹ | جوایز بازی‌های کامپیوتری ایتالیا         | بهترین صداگذاری                    | دیترویت: بیکام هیومن      | برنده    |
| ۲۰۱۹ | جوایز بازی‌های کامپیوتری ایتالیا         | بهترین شخصیت                       | کانر                      | برنده    |
| ۲۰۱۹ | جوایز بازی‌های کامپیوتری ایتالیا         | بهترین صداگذاری                    | دیترویت: بیکام هیومن      | نامزدشده |
| ۲۰۱۹ | جوایز بازی‌های کامپیوتری ایتالیا         | بهترین سرگرمی                      | دیترویت: بیکام هیومن      | برنده    |
| ۲۰۱۹ | جایزه بازی برای تغییر                   | بهترین گیم پلی                     | دیترویت: بیکام هیومن      | نامزدشده |
| ۲۰۱۹ | مشارکت کنندگان: جایزه ستارگان           | بهترین صداگذاری                    | دیترویت: بیکام هیومن      | برنده    |
| ۲۰۱۹ | مشارکت کنندگان: جایزه ستارگان           | بهترین بازی با داستان اصلی         | دیترویت: بیکام هیومن      | نامزدشده |
| ۲۰۱۹ | مشارکت کنندگان: جایزه ستارگان           | بهترین بازی خلاقانه                | دیترویت: بیکام هیومن      | نامزدشده |
| ۲۰۱۹ | مشارکت کنندگان: جایزه ستارگان           | بهترین استفاده از موتور بازی       | دیترویت: بیکام هیومن      | نامزدشده |
| ۲۰۱۹ | جوایز بازی کامپیوتری ژاپن               | بهترین بازی                        | دیترویت: بیکام هیومن      | برنده    |